# 1935年度の将棋界
1935年度の将棋界（1935ねんどのしょうぎかい）では、1935年（昭和10年）4月から1936年（昭和11年）3月の将棋界に関する出来事について記述する。

## できごと

### 1935年5月
- 1日 - 第1期名人戦の主催は東京日日新聞、大阪毎日新聞（現在の毎日新聞）に内定[1][2]。

### 1935年6月
- 8日 - 大阪朝日新聞が「十一日会」の神田辰之助七段と東京の日本将棋連盟（旧）の全七・八段14名との決戦を企画。第1局が大阪府箕面公園の「朝日倶楽部」で行われた[3][1]。
- 14日 - 全日本将棋選手権戦が決着。準決勝で優勝候補の木村義雄八段が寺田梅吉六段に敗れる（木村の香落ち上手）。決勝戦は建部和歌夫五段が寺田梅吉六段に勝利（平手）[1]。
- 16日 - 第1期名人戦の名人決定特別リーグ戦が開幕。初戦は花田長太郎八段と金子金五郎八段の対局となった[1]。

### 1935年10月
- 19日 - 神田辰之助七段の全七・八段戦が全局終了。神田は10勝4敗の好成績を上げる[3][4]。

### 1935年11月
- 以降、神田事件が起きる。
- 1日 - 日本将棋連盟の評議員会で金子金五郎八段が神田辰之助七段の八段昇段を提案。しかし、勝ち越しの実績を持つ七段棋士からの反発等で八段昇段は保留となる[4]。
- 4・6・10・15日 - 神田辰之助七段の八段昇段について評議員会が複数回開かれるが、結論は出ず審議不能となる[3][4]。
- 19日 - 神田辰之助七段の八段昇格賛成派の花田長太郎八段と金子金五郎八段が日本将棋連盟を脱退[3][4]。
- 21日 - 花田長太郎八段と金子金五郎八段が東京朝日新聞により「日本将棋革新協会」を結成し、神田辰之助七段の八段昇段を認める。[3][5]。
- 30日 - 日本将棋革新協会は「十一日会」と合流し、東京朝日新聞・大阪朝日新聞に特別リーグ戦を連載[5]。
- 日本将棋連盟は脱退者を除名処分とし、第1期名人戦の名人決定特別リーグ戦に萩原淳七段を入れて、リーグ戦を続行した[6]。

## 昇段・引退
| 昇段 | 棋士       | 昇段日         | 注     |
| ---- | ---------- | -------------- | ------ |
| 四段 | 松田辰雄   | 1935年         | [ 7 ]  |
| 六段 | 塚田正夫   | 1935年         | [ 8 ]  |
| 六段 | 建部和歌夫 | 1935年         | [ 9 ]  |
| 六段 | 中井捨吉   | 1935年         | [ 10 ] |
| 七段 | 渡辺東一   | 1935年         | [ 9 ]  |
| 八段 | 神田辰之助 | 1935年11月21日 | [ 5 ]  |